# Ковалс, Айнар
Айнар Ковалс (латыш. Ainārs Kovals, род. 21 ноября 1981 года) — латвийский метатель копья, серебряный призёр летних Олимпийских игр 2008 года в Пекине.

## Биография
Тренируется у Валентины Эйдука.

## Личная жизнь
Женат на спортсменке-метательнице копья Синте Озолиня-Ковала.